# 23779 Cambier
23779 Cambier là một tiểu hành tinh vành đai chính với chu kỳ quỹ đạo là 1530.8278104 ngày (4.19 năm).
Nó được phát hiện ngày 17 tháng 8 năm 1998.